# Nigrotipula achlypoda
Nigrotipula achlypoda är en tvåvingeart som först beskrevs av Alexander 1966.  Nigrotipula achlypoda ingår i släktet Nigrotipula och familjen storharkrankar. Inga underarter finns listade i Catalogue of Life.